# Bitterfeld-Wolfen
Bitterfeld-Wolfen település Németországban, azon belül Szász-Anhalt tartományban. Lakosainak száma 37 850 fő (2023. december 31.).
2007-ben jött létre Bitterfeld és Wolfen egyesítése révén.

## Népesség
A település népességének változása:
| Lakosok száma | 41 259 | 39 103 | 38 475 | 37 047 | 37 894 | 37 850 |
|               | 2013   | 2017   | 2019   | 2021   | 2022   | 2023   |